# Gunnar Smoliansky
Gunnar Smoliansky, född 11 juli 1933 i Visby, död 12 december 2019 i Saltsjö-Boo, var en svensk fotograf.  

## Biografi
Från början av 1950-talet fotograferade Smoliansky centrala Stockholm, främst Södermalm, med fokus på vardagliga detaljer och spår av människor. Smoliansky har kallats "den svenska fotografins mästare i små valörer".
Gunnar Smoliansky var med och grundade bildbyrån Bildhuset 1976, som senare övertogs av Scanpix. Hans bilder ställdes ut på Kulturhuset under sommaren 2008, i utställningen En bild i taget. Han hade fram till sin död en garanterad inkomst på minst fem prisbasbelopp (cirka 214 000 kr 2009) per år från svenska staten genom den statliga inkomstgarantin för konstnärer.

### Privatliv
Smoliansky var 1962–1974 gift med sångaren Nannie Porres; tillsammans fick de en son, Peter Smoliansky. I sitt andra äktenskap var han från 1986 gift med fotografen Stina Brockman (född 1951), och fick med henne barnen David och Kajsa Smoliansky.
Gunnar Smoliansky är begravd på Boo kyrkogård.

## Utmärkelser och priser
- Lennart af Petersens pris (2005)[11]
- Prins Eugen-medaljen (2011)[12]

## Galleri

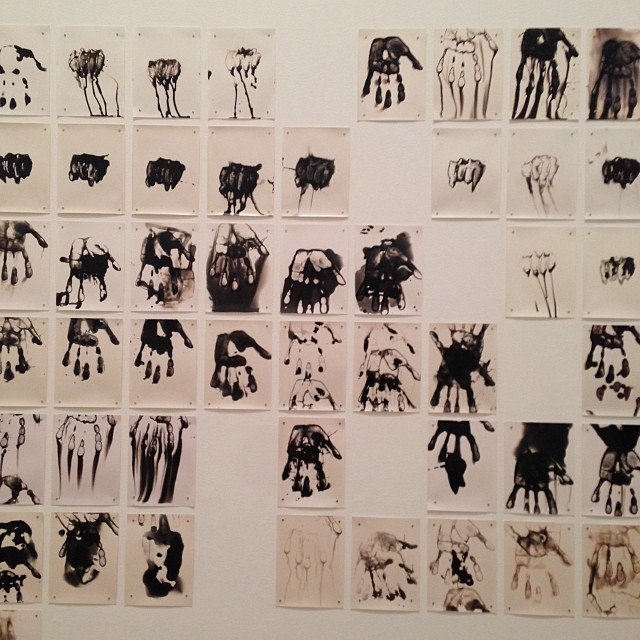
Händer av Gunnar Smoliansky. Moderna Museet 2014.
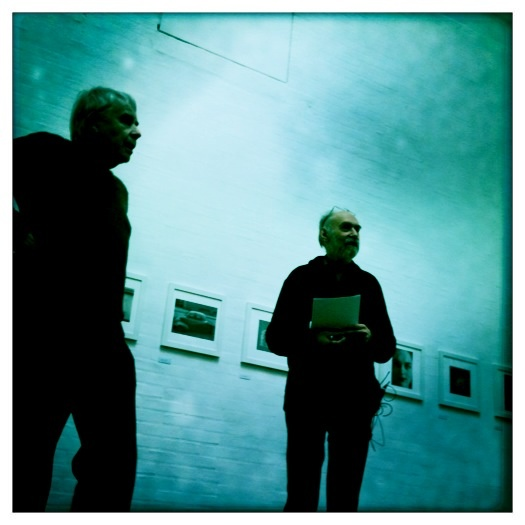
Gunnar Smoliansky och Gerry Johansson. Artist talk 2010.
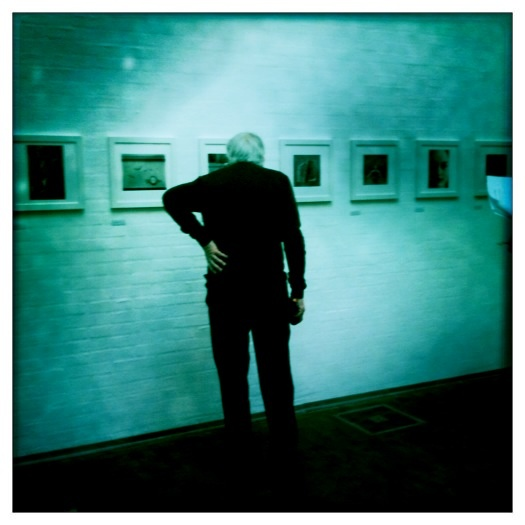
Gunnar Smoliansky ser sina bilder 2010.